# Ludvik XVII. Francoski
Ludvik XVII. (rojen kot Louis-Charles), francoski prestolonaslednik iz družine Bourbonov, * 27. marec 1785, Versailles, Francija, † 8. junij 1795, Pariz. 
Louis-Charles je bil drugi sin francoskega kralja Ludvika XVI. in kraljice Marije Antoinette.

## Življenje
Med francosko revolucijo je bil mladi princ, imenovan tudi “izgubljeni dofen” (dofen je francoski izraz za kronskega princa oziroma prestolonaslednika), ločeno od staršev v isti večnadstropni hiši zaprt in zlostavljan skupaj s svojo starejšo sestro Marijo Therese Charlotte. Kot najstarejšega živečega moškega potomca kralja Ludvika XVI, ga je neposredno po usmrtitvi slednjega, proglasil za kralja njegov stric, imenovan grof Provansalski (kasnejši Ludvik XVIII.), in sicer 28. januarja 1793. Grof, sicer brat kralja Ludvika XVI., je v tem času živel v izgnanstvu, v mestu Hamm, pri Dortmundu, v nemški deželi Vestfaliji.
Ta proglasitev je bila formalno neveljavna, saj je bila Francija v tem času že republika, pa vendar: velika večina tedanjih evropskih vladarjev, vključno s komaj ustanovljenimi Združenimi državami Amerike, ni priznalo legitimnosti republike in so Louisa-Charlesa potrdili kot zakonitega suverena Francije. Ta potrditev je postala dokončna v letu 1814, ko so v času restavracije francoske monarhije, po prvem padcu Napoleona I., imenovali Louisa Stanislasa Xavierja za Ludvika XVIII. in s tem uradno priznali Ludviku XVII. legitimno pravico do prestola, na katerega dejansko nikoli ni sedel.

## Legenda
Zgodba nesrečnega mladega kralja ne bi bila tako zanimiva, če se ne bi po uradni razglasitvi njegove smrti 8. junija 1795 začele širiti govorice, da pravzaprav ni umrl in da so ga nasprotniki francoske revolucije, sicer še številni goreči privrženci monarhije, pretihotapili iz zapora ter ga varno skrili, za čas predvidene restavracije francoske monarhije. Okoliščine njegove smrti so bile zares sumljive in lahko bi bilo kaj resnice na tem, vendar pa se pravi kraljevski princ dejansko ni več pojavil, tudi v času restavracije monarhije ne, čeprav se je za njegovo mesto potegovalo kar nekaj lažnih kandidatov.
Po stari francoski vladarski tradiciji, so tudi mrtvemu princu, ki naj bi bil Louis-Charles, pri obdukciji izrezali srce in ga shranili. Analiza vzorcev las njegove matere Marije Antoinette in DNA vzorcev tkiva tega srca, če je res bilo pravo, naj bi pred nekaj leti potrdila identiteto Louisa-Charlesa a vseeno – srce bi lahko pripadalo tudi njegovemu starejšemu bratu Louisu Josephu Xavierju Francoisu, ki je preminul leta 1789, saj izvedena metoda analize ne more potrditi konkretne osebe, temveč le sorodstveno zvezo. Kakor koli že, srce so končno pokopali na 209. obletnico njegove uradne smrti v grobnici francoskih vladarjev Saint-Denis, 8. junija 2004.
1. 1 2  RKDartists
2. 1 2  Find a Grave — 1996.